# Pakistan State Oil
Pakistan State Oil (PSO) est une entreprise pétrolière pakistanaise. Elle est détenue à 54 % par l'État pakistanais, et a son siège à Karachi.

## Histoire
Elle a été fondée en 1976, après avoir fusionné puis renommé les sociétés Pakistan National Oil, Premier Oil Company Limited, puis State Oil Company Limited.
Le gouvernement pakistanais a engagé PSO vers la voie de la complète privatisation, en mettant en vente 51 % des parts qu'il détient pour 600 millions de dollars, en conservant le reliquat. Sont en lice  la malaisienne Petronas, le courtier suisse Vitol. La britannique BP, qui détient déjà une activité d'exploration-production dans la province du Sind, considérée comme favorite à la reprise, a jeté l'éponge en juillet 2007.

## Activités
Elle a réalisé un chiffre d'affaires de 352,5 milliards de roupies pakistanaises en 2006, soit 4,38 milliards d'euros, en hausse de 38,9 %. 7,5 milliards de roupies pakistanaises de bénéfices en 2006, les plus élevés depuis 1997, soit 93,65 millions d'euros, en hausse de 33 % par rapport à 2005.
Elle est cotée à la bourse de Karachi, faisant partie de son indice de référence, KSE 30, et se positionne en 10e position par sa capitalisation boursière, après Hub Power et devant Engro Chemical.
La société est leader dans la fourniture de produits pétroliers au Pakistan, que ce soit pour l'industrie ou les transports, en fournissant 65 % des besoins du pays. Elle dispose de 1 200 stations-service à travers le Pakistan. Son activité est exclusivement concentrée sur son marché domestique, avec pour concurrent principaux Royal Dutch Shell, ChevronTexaco (via sa filiale Caltex), Attock Petroleum Limited, et Total (via sa filiale locale Parrco). Par ailleurs, PSO distribue les huiles Castrol (groupe BP) au Pakistan.